# Зиндакі
Зиндакі (пол. Zyndaki, нім. Sonntag) — село в Польщі, у гміні Сорквіти Мронґовського повіту Вармінсько-Мазурського воєводства.
Населення — 280 осіб (2011).
У 1975-1998 роках село належало до Ольштинського воєводства.

## Демографія
Демографічна структура станом на 31 березня 2011 року:
|          | Загалом | Допрацездатний вік | Працездатний вік | Постпрацездатний вік |
| -------- | ------- | ------------------ | ---------------- | -------------------- |
| Чоловіки | 131     | 36                 | 88               | 7                    |
| Жінки    | 149     | 40                 | 81               | 28                   |
| Разом    | 280     | 76                 | 169              | 35                   |